# 薩穆拉·卡馬拉
薩穆拉·卡馬拉（Samura Mathew Wilson Kamara；1951年4月30日—）是塞拉利昂的從政者和經濟學家。他是該國全國人民大會黨在2018年塞拉利昂總統選舉的參選人。他於2012年至2017年間擔任外交與國際合作部長，2009年至2012年為財政與經濟發展部長，2007年至2009年為塞拉利昂銀行行長。